# Pioneer (manzana)
Pioneer es una variedad cultivar de manzano (Malus domestica). 
Un híbrido del cruce de Cox's Orange Pippin x Worcester Pearmain. Criado en el vivero "Laxton Bros.Ltd.", Bedford Inglaterra y registrado por ellos en 1934. Los frutos tienen una pulpa fina, crujiente y bastante tierna con un sabor subácido y astringente.

## Sinonimia
- "Laxton's Pioneer".

## Historia
'Pioneer' es una variedad de manzana, híbrido del cruce como Parental-Madre de Cox's Orange Pippin x polen del Parental-Padre Worcester Pearmain. Esta variedad fue desarrollada y cultivada en el vivero "Laxton Bros.Ltd.", Bedford Inglaterra y registrado por ellos en 1934.
'Pioneer' se cultiva en la National Fruit Collection con el número de accesión: 1937-003 y Accession name: Pioneer.

## Características
'Pioneer' árbol de extensión erguida, de vigor moderadamente vigoroso, portador de espuela. Tiene un tiempo de floración que comienza a partir del 5 de mayo con el 10% de floración, para el 10 de mayo tiene una floración completa (80%), y para el 17 de mayo tiene un 90% caída de pétalos.
'Pioneer' tiene una talla de fruto grande; forma amplia globoso cónica, con una altura de 67.00mm, y con una anchura de 81.00mm; con nervaduras ausentes; epidermis con color de fondo amarillo blanquecino, con un sobre color rojo anaranjado, importancia del sobre color alto a muy alto, y patrón del sobre color rayas / chapa presentando la piel casi completamente cubierta con un color carmín oscuro y rayas, "russeting" (pardeamiento áspero superficial que presentan algunas variedades) bajo; la piel adquiere una sensación grasosa en la madurez; cáliz tamaño mediano, parcialmente abierto, colocado en una cuenca ancha y poco profunda, ligeramente arrugada; pedúnculo medio largo y delgado, colocado en una cavidad profunda y estrecha con "russeting" que se irradia con frecuencia sobre el hombro en una fina red; carne es de color crema blanco, de textura fina, firme y crujiente. Sabor jugoso, bastante astringente con sabores a fresa.
Listo para cosechar a finales de septiembre. La piel tiene una floración calcárea en la cosecha. Se conserva bien durante tres meses en cámaras frigoríficas.

## Usos
Una buena manzana de uso de postre fresca en mesa.

## Ploidismo
Diploide, auto estéril. Grupo de polinización: B, Día 6.